# 永易将之
永易 将之（ながやす まさゆき、1942年1月1日 - 2003年4月1日）は、大阪府守口市出身の元プロ野球選手（投手）。
1970年の「黒い霧事件」にて八百長をしていたと証言し、池永正明らと共に永久追放処分とされた。

## 来歴
1942年元日に大阪府守口市で生まれる。大阪工業大学高等学校から電電近畿に入社し、1961年の都市対抗野球大阪大会に出場すると日本新薬戦でノーヒットノーランを達成した。1962年の第33回都市対抗野球大会1回戦（対日本ビール戦）に先発し、この試合では大会史上最長記録となる延長22回まで試合が進む。延長22回裏に一死から太田誠（のちに駒澤大学監督）にサヨナラ本塁打を被弾して敗戦投手となったが、この試合を完投した永易が投じた270球は2022年現在でも都市対抗野球の最多投球記録である。なお、日本ビール側の先発投手は立正佼成会からの補強選手でのちに中日ドラゴンズへ入団する小川健太郎で、奇しくも永易と小川はのちに黒い霧事件による八百長騒動で永久追放処分されることとなる。
都市対抗野球での270球完投が「タフな本格派右腕」と評価されて同年に東映フライヤーズへ入団すると、1965年の春季キャンプにおいて投手コーチの多田文久三から「安藤と石原の横手投げが巨人へ移籍したから、君は横手投げにしてこのチャンスを掴むんだぞ」と言われ、多田の判断で本格派投手としてプレーすることを断念したのが功を奏し、同年は10勝3敗と二桁勝利を達成したほか、防御率1.93はリーグ3位の好成績だった。後年、永易は「球が思うように落ちるし、2人の横手投げ投手（安藤と石原）が居なくなったらやる気が出た」と述べている。しかし、その後は思うような成績を残せないまま1967年は僅か3試合の登板に終わり、球団から自由契約を通達された。その後、西鉄ライオンズが永易の獲得を発表した。

### 黒い霧事件
1969年10月8日、読売新聞と報知新聞が揃って「永易がプロ野球公式戦で八百長を演じていた」と報じ、球界内外に大きな衝撃を与えた。永易は、同年7月の対南海ホークス戦（大阪スタヂアム）において、打ち込まれたにもかかわらず悪びれた様子を見せないのを球団社長の国広直俊が目の当たりにし、国広ら球団上層部が極秘に調査を開始する。その結果、主砲のカール・ボレスからの「わざとエラーする選手がいる」という証言もあって、永易が暴力団関係者から依頼されてわざと試合に負ける「敗退行為（八百長）」を行っていた疑いが強まり、国広は永易本人を呼んで問いただした。肯定も否定もせずに震えているだけの永易を見た国広は、この永易の態度を見て八百長を確信したという。
報道を受けて福岡市内にある永易の自宅には報道陣が殺到したが、永易は「（八百長は）やっていない。だがいまは何を言っても信じてもらえない」と述べると、そのまま普段着姿で外出した。永易は結婚していたが、この騒動の最中である1969年12月に離婚している。その後、永易は世間の目から逃れようと別の恋人の故郷である札幌で共に暮らしていた。その間、永易の件に端を発した八百長事件は1970年3月に入ると「黒い霧事件」として現職の国会議員が解決に乗り出すなど、政治問題に発展していった。永易はかつて取材を通じて面識があったルポライターの大滝譲司と再会し、自身の八百長と自身以外に八百長に関わった西鉄の選手の実名と西鉄球団から口止め料として合計550万円を受け取っていたことを告白した。これらの永易の告白は当時創刊したばかりの週刊ポストをはじめ、内外タイムスなどの週刊誌と、フジテレビのテレビ番組「テレビナイトショー」で全て大滝がインタビュアーとなって記事となった。ただし、この時点では西鉄の選手の実名は伏せられた。
4月10日、永易は衆議院第二会館で記者会見を行い、前述で挙げた西鉄の選手6名の実名と田中勉、佐藤公博の投手の名前を挙げた。西鉄球団は、当初は永易の告白に対して全面的に真っ向から否定していたが、西鉄オーナーの楠根宗生は永易の「更生資金」という名目で現金を渡していたことをのちに認めた。こうして永易の告白がきっかけとなり、西鉄球団の「黒い霧」が明らかとなった。
また永易は、古巣である東映フライヤーズに所属していた森安敏明、田中調にも八百長へ勧誘していた。田中は勧誘を断ったが、森安は永易から八百長の報酬である50万円を先に受け取っていたため、1970年7月に永久追放処分となった。

### 晩年
永久追放処分となった永易は、1970年5月から札幌市内でバーを経営していた。その後の消息は明らかにされることはなかったが、週刊新潮（2005年6月9日号）は2003年4月に病死していたと報じた。61歳没。
同じく永久追放処分とされた池永正明は、2005年3月のコミッショナー実行委員会およびオーナー会議において、不正行為とその処分について定めたプロ野球協約第177号の改正が提案、承認されたことで球界復帰を申請し、同年4月25日に復権した。

## 詳細情報

### 年度別投手成績
| 年 度     | 球 団     | 登 板 | 先 発 | 完 投 | 完 封 | 無 四 球 | 勝 利 | 敗 戦 | セ 丨 ブ | ホ 丨 ル ド | 勝 率 | 打 者 | 投 球 回 | 被 安 打 | 被 本 塁 打 | 与 四 球 | 敬 遠 | 与 死 球 | 奪 三 振 | 暴 投 | ボ 丨 ク | 失 点 | 自 責 点 | 防 御 率 | W H I P |
| --------- | --------- | ----- | ----- | ----- | ----- | -------- | ----- | ----- | -------- | ----------- | ----- | ----- | -------- | -------- | ----------- | -------- | ----- | -------- | -------- | ----- | -------- | ----- | -------- | -------- | ------- |
| 1964      | 東映      | 2     | 1     | 0     | 0     | 0        | 0     | 0     | --       | --          | ----  | 14    | 3.0      | 4        | 0           | 4        | 0     | 0        | 0        | 0     | 1        | 1     | 1        | 3.00     | 2.67    |
| 1965      | 東映      | 40    | 10    | 4     | 2     | 1        | 10    | 3     | --       | --          | .769  | 542   | 140.1    | 100      | 9           | 31       | 1     | 4        | 78       | 1     | 1        | 39    | 30       | 1.93     | 0.93    |
| 1966      | 東映      | 21    | 1     | 0     | 0     | 0        | 1     | 3     | --       | --          | .250  | 176   | 43.0     | 43       | 8           | 8        | 0     | 0        | 26       | 0     | 1        | 23    | 21       | 4.40     | 1.19    |
| 1967      | 東映      | 3     | 0     | 0     | 0     | 0        | 0     | 0     | --       | --          | ----  | 18    | 4.1      | 6        | 1           | 1        | 0     | 0        | 3        | 0     | 0        | 3     | 3        | 6.75     | 1.62    |
| 1968      | 西鉄      | 35    | 13    | 0     | 0     | 0        | 4     | 5     | --       | --          | .444  | 448   | 108.0    | 96       | 11          | 35       | 2     | 6        | 39       | 0     | 0        | 43    | 34       | 2.83     | 1.21    |
| 1969      | 西鉄      | 32    | 9     | 2     | 2     | 1        | 2     | 6     | --       | --          | .250  | 356   | 88.0     | 79       | 7           | 32       | 2     | 3        | 41       | 0     | 0        | 36    | 32       | 3.27     | 1.26    |
| 通算：6年 | 通算：6年 | 133   | 34    | 6     | 4     | 2        | 17    | 17    | --       | --          | .500  | 1554  | 386.2    | 328      | 36          | 111      | 5     | 13       | 187      | 1     | 3        | 145   | 121      | 2.81     | 1.14    |

- 各年度の太字はリーグ最高

### 背番号
- 24 （1964年 - 1967年）
- 13 （1968年 - 1969年）